# Montepaone

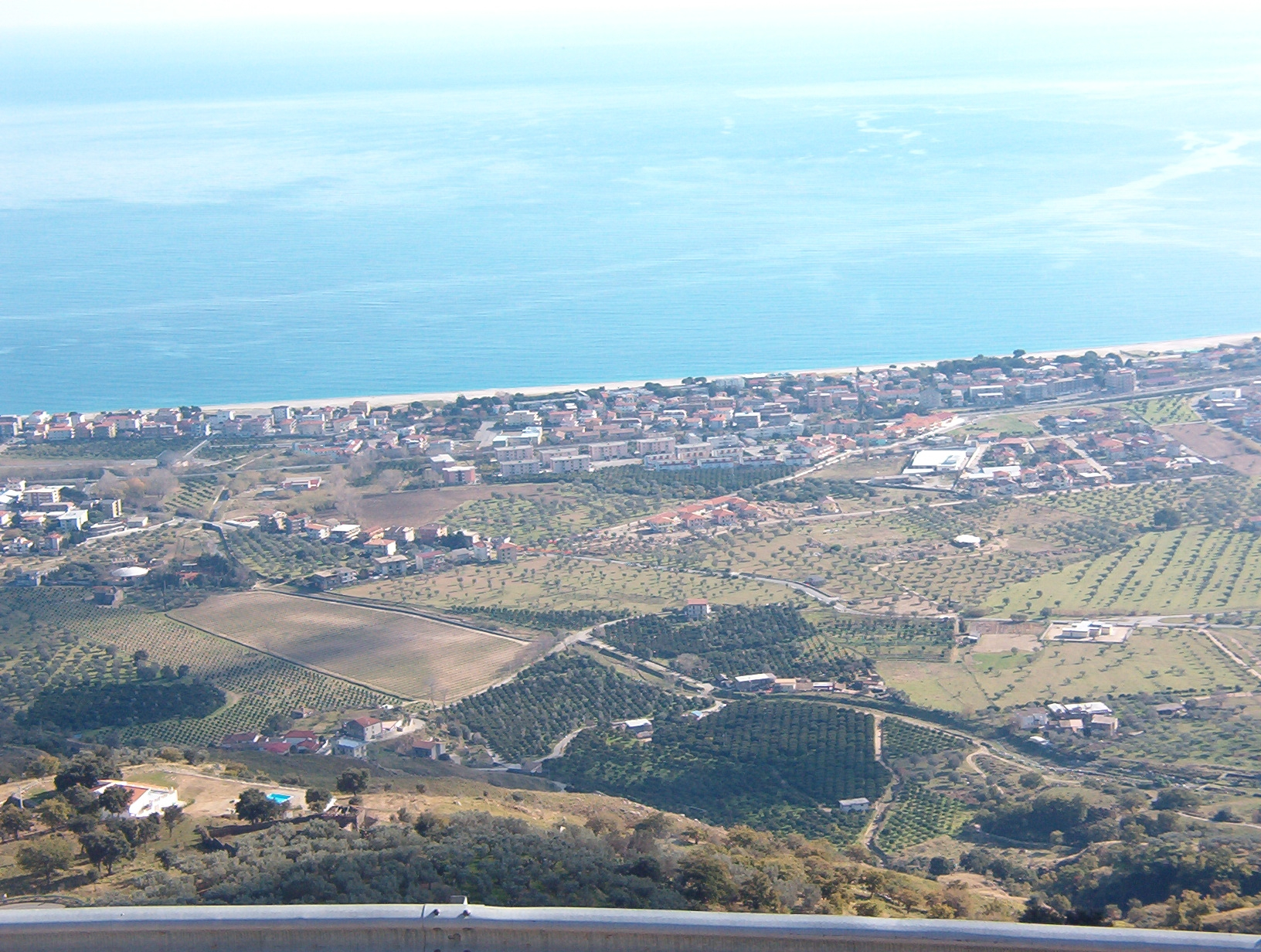
Blick in Richtung Lido

Montepaone ist eine italienische Gemeinde mit 5747 Einwohnern (Stand 31. Dezember 2023) in der Provinz Catanzaro, Region Kalabrien.
Das Gebiet der Gemeinde liegt auf einer Höhe von 361 m über dem Meeresspiegel und umfasst eine Fläche von 16,9 km². Die Nachbargemeinden sind Centrache, Gasperina, Montauro, Palermiti, Petrizzi und Soverato. Die Ortsteile sind Frabotto Mannesì, Montepaone Lido, Paparo, Sant’Angelo und Timponello. Montepaone liegt 37 km südlich von Catanzaro.
Das genaue Gründungsdatum von Montepaone ist unbekannt, hier siedelten aber schon Menschen in der Antike.